# X-Face
X-Face（えっくすふぇいす）は、送信者の似顔絵やイラストなどの小さな画像を電子メールやネットニュースへの投稿に添付したものである。メールに遊び心を加えたものとしてUNIX文化の中で生まれ、その後、パソコンやPDAなどの環境でもこれに対応する電子メールクライアント・ニュースリーダが出現してきた。
添付するとはいえ、通常の添付ファイルのようにMIME形式で添付するのではなく、文字列にエンコードされてヘッダ(X-Face: )として付加される。そのため、X-Faceに対応していない環境ではまったく無視されることになる。このヘッダ名が、X-Faceという呼称の元になっている。
X-Faceは通常は48×48ピクセル、モノクロ二値の小さな画像であり、その自由度の低さの中で画像を表現するものである。自らの写真を加工してこのサイズに収める、似顔絵を描く、ウケ狙いのイラストにするなど百人百様の使い方があり、X-Faceの収集家もいる。複数のX-Faceを組み合わせてカラー表現をしたり大きな画像を構成したりする規格は存在するが、対応していないソフトも多いためあまり一般的ではない。